# Elaeocarpus montanus
Elaeocarpus montanus là một loài thực vật có hoa trong họ Côm. Loài này được Thwaites mô tả khoa học đầu tiên năm 1858.